# Struthanthus sessilis
Struthanthus sessilis là một loài thực vật có hoa trong họ Loranthaceae. Loài này được (Jacq.) G. Don miêu tả khoa học đầu tiên năm 1834.